# Белоброд
Белоброд или Белобрад (алб. Bellobradë) је насељено место у општини Призрен, на Косову и Метохији. Према попису становништва из 2011. у насељу је живело 948 становника, од чега омладина чини око 50% становништва.

## Положај
Насеље се налази у Опољској жупи, са десне стране реке Опоље на надморској висини од око 1000 м.

## Становништво
Према попису из 2011. године, Белоброд има следећи етнички састав становништва:
| Националност | 2011.        |
| Албанци      | 948 (100,0%) |
| Укупно       | 948          |

| Демографија | Демографија | Демографија |
| Година      | Становника  | Становника  |
| ----------- | ----------- | ----------- |
| 1948.       | 415         |             |
| 1953.       | 345         |             |
| 1961.       | 385         |             |
| 1971.       | 568         |             |
| 1981.       | 808         |             |
| 1991.       | 998         |             |
| 2011.       | 948         |             |

## Привреда
Укупан број регистрованих запослених је 183 од којих 118 ради у јавном сектору и 65 у приватном сектору. Већина становништва се бави примитивном пољопривредом или пољопривредним делатностима (више од 60%). Постоји један број људи самозапослених путем приватних иницијатива. Висока стопа незапослености је довела до тога да најмање половина породица у селу шаље најмање једну особу у иностранство на рад (319 људи сада живе и раде у иностранству), што представља главни извор прихода за породице у Белоброду. Одређен број породица је такође мигрирало, углавном ка Призрену и Приштини, у потрази за послом.